# Штурман (флот)

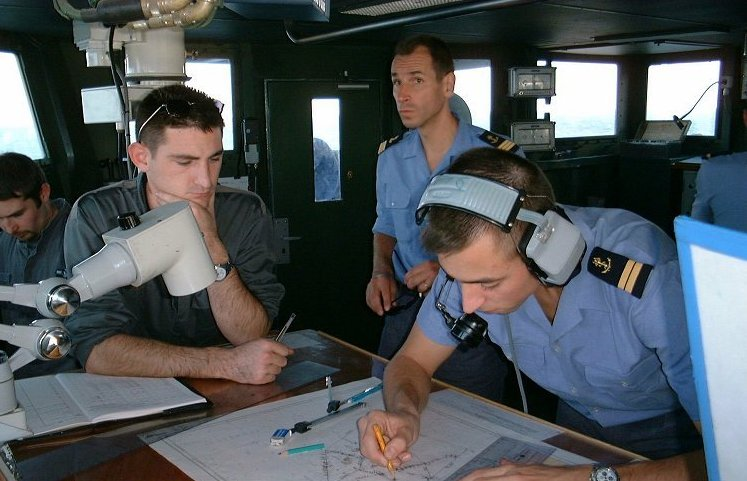
Прокладка курса корабля, фрегат La Motte-Picquet, 1999 год

 Шту́рман (от нидерл. stuurman — «кормщик, рулевой») — профессия, специальность, должность, вид деятельности, профессиональное звание людей на флоте, связанных с управлением подводным (подводная лодка, батискаф) или надводным (корабль, судно) транспортом, и позднее летательным аппаратом в воздухоплавании и авиации (см. Штурман).
Должность штурмана на флоте присваивают лицам судоводительской специальности, и он обычно исполняет следующие обязанности: прокладывает курс, исчисляет перемещения и отмечает передвижение на карте, а также следит за исправной работой навигационных приборов. В бытовом языке понятие «штурман» является более широким — капитан корабля или другого плавсредства, человек, умеющий единолично или с командой управлять кораблём.

## История
В Средние века в мореплавании произошло существенное расширение границ, начавшее эпоху Великих географических открытий. Это повлекло за собой не только совершенствование морских судов, но и средств навигации. Сложные средства навигации, такие как астролябия, требовали специального обучения для правильной работы, а так как усложнение судна требовало от капитана всё больше времени и сил на управление командой и контроль за расходом припасов, для навигации всё чаще нанимался отдельный человек, сочетавший в себе знания математики, лоцманского дела и астрономии. В Испании и Португалии XV—XVI веков такой человек назывался пилотом.

### В Российской империи
Начало централизованной штурманской службы в России положил Пётр I, издав 25 января (5) февраля 1701 года указ о введении должности «капитана над штурманами» и централизованного обучения штурманов. Его обязанности включали руководство гидрографической и лоцманской службами, а также знание фарватеров далеко наперёд предполагаемых манёвров флота и руководство установкой бакенов в изученных водах.
В 1768 году Екатерина II издала «Регламент о управлении адмиралтейств и флотов», в котором присутствовала совершенно аналогичная петровской глава «О посылке из Коллегии для осматривания в фарватерах и рейдах мелей и состояния глубины в море капитана над штурманами».
В 1797 году Павел I утвердил новый Устав Военного Флота, согласно которому в Штабе главноначальствующего над флотом появлялась должность Профессора Астрономии и Навигации, в чьи обязанности входило:
- находиться на корабле главного предводителя;
- ежесуточно вычислять местонахождение флота и оповещать об этом сигналами каждый корабль;
- обучать гардемаринов и начальствовать над всеми штурманами, которые обязаны сообщать ему о своих наблюдениях и вычислениях;
- наблюдать за приливами, переменой магнитной стрелки и подобных явлениях;
- замечать гавани и проливы, а при наличии возможности — описывать их со штурманами;
- вести записи, которые по окончании кампании отсылать в Адмиралтейств-коллегию.

Должность, правда, была непостоянной, так как в уставе речь шла о походном штабе императора. К тому же, павловский устав практически не применялся на флоте. Эти обстоятельства не позволяют полностью изучить обязанности Профессора Астрономии и Навигации.
Комитет Образования Флота в 1804 году предпринял ещё одну попытку систематизировать и упорядочить штурманов военно-морского флота. Он представил Александру I доклад, в котором ставились следующие тезисы:
- штурманов необходимо контролировать с самого начала обучения с целью улучшения его качества, при распределении штурмана учитывать его предыдущие корабли, дабы он имел возможность ознакомиться с тонкостями управления остальными;
- всячески способствовать дополнительному образованию штурманов после выпуска, для увеличения качества образования приглашать наиболее заслуженных и опытных штурманов;
- организовывать для учащихся на штурмана практические занятия.

Доклад был утверждён императором 10 (22) февраля 1804 года. Данные правила действовали до 1827 года.
13 (25) апреля 1827 года Николай I утвердил «Положение о Корпусе Флотских Штурманов», согласно которому во главе свежесозданного корпуса Морского министерства ставился Инспектор КФШ. Эту должность имел генерал-гидрограф, руководитель созданного тогда же Управления генерал-гидрографа (в 1837 году преобразовано в Географический департамент с сохранением функций). В помощь инспектору КФШ были назначены два частных инспектора для Балтийского и Черноморского флотов. На Каспийской и Охотской флотилиях аналогичные обязанности были возложены на старших штурманских офицеров, непосредственно подчинявшихся командирам флотилий.
В 1830 году на флотах, а в 1836 году на флотилиях были созданы канцелярии из одного адъютанта и писарей.
Морской устав издания 1853 года предписывал в штабе главнокомандующего флотом находиться начальнику штурманов, которому подчинялись все чины КФШ, находившиеся на флоте. В его обязанности входило наблюдение за обеспечением кораблей навигационными приборами, картами и лоциям, контролировать вычисления штурманов каждого корабля во время похода, осуществлять контроль за навигационной безопасностью. А в 1857 году были упразднены инспекторы КФШ, что полностью перевело управление штурманской деятельностью на уровень флотов и флотилий. В 1869 году начальник штурманов был переименован во флагманского штурмана. Правда, флагманские штурмана до XX века назначались только на период одной кампании.
12 июля 1885 года корпус штурманов, как таковой, был упразднён, однако замещение штатных штурманских должностей во флоте офицерами Корпуса сохранилось до подготовки достаточного числа строевых флотских офицеров. Это превратило штурманскую деятельность из специальной службы в вид деятельности флотских специалистов, что негативно сказалось на уровне подготовки.

### В Советской России
3 июня 1919 года приказом Реввоенсовета Республики был учрежден штаб командующего всеми Морскими, Речными и Озерными Вооруженными Силами Республики, в составе которого была обозначена должность флагманского штурмана. Её занял Н. Ф. Рыбаков. Но, в результате многократных преобразований в высшем командовании ВМФ, к 1921 году должность флагманского штурмана из штаба исчезла.
Воссоздана должность флагманского штурмана была в 1926 году, в связи с возросшей необходимостью в квалифицированных штурманских кадрах. На должность был назначен К. А. Мигаловский. По причине отсутствия долгое время централизованной штурманской службы всю деятельность приходилось налаживать с нуля, поэтому должность была переименована в инспектора штурманской службы. В 1930 году на Гидрографическое управление была возложена функция наблюдения за развитием штурманской службы в ВМС РККА. Но вместо столь необходимого руководства подготовкой штурманов и командиров кораблей, навигационными работами и кораблевождением в-целом, управление занималось только «наблюдениями». Поэтому, по инициативе Мигаловского распоряжением начальника Военно-Морских Сил РККА при ГУ была создана Постоянная штурманская комиссия (ПШК), основной задачей которой, как раз и являлись вышеописанные проблемы. В 1934 году должность инспектора штурманской службы преобразована в Начальника Штурманской службы (затем отдела) Управления ВМС РККА. В 1937 году ПШК прекратила своё существование, а должность была преобразована в Начальника Штурманской службы Штаба ВМС РККА.
30 декабря 1937 года был создан Народный Комиссариат Военно-Морского флота, в штате которого в составе отдела боевой подготовки введена должность флагманского штурмана (флагштурмана). На должность в феврале 1938 года назначили Ф. Ф. Булыкина. В мае 1939 года отдел боевой подготовки был преобразован в Управление боевой подготовки РККФ, внутри которого была учреждена инспекция штурманская (с 1942 года — инспекция штурманской подготовки). Начальник этой инспекции выполнял обязанности главного штурмана УБП ВМФ.
С первых дней Великой Отечественной войны инспекцией штурманской был организован выпуск информационных писем, в которых до штурманского состава флота доводился полезный опыт их советских и зарубежных коллег, уточнялось место штурмана на корабле во время морского боя и многие другие вопросы.
Собственно, должность главного штурмана ВМФ СССР введена в августе 1943 года, на должность назначен, занимавший ранее должность флагштурмана инспекции штурманской подготовки, Ф. Ф. Булыкин. В 1945 году инспекция штурманской подготовки, являющаяся рабочим органом главного штурмана ВМФ СССР, преобразована в отдел штурманской подготовки УБП ВМФ. В 1960-х годах отдел штурманской подготовки был упразднён.
В 1952 году были переработаны и изданы уставы штурманской службы. Они назывались «Правила» и издавались под ответственностью начальника Управления боевой подготовки ВМФ СССР. В это же время началось техническое переоснащение флота новыми средствами навигации, боеуправления и прокладки курса.
В 1975 году Главнокомандующий ВМФ адмирал флота С. Г. Горшков провёл реформы штурманского аппарата. На флотах были созданы отделы кораблевождения, возглавленные флагманскими штурманами флотов, подчинёнными начальникам штабов флотов. При главном штурмане ВМФ СССР был постепенно создан аппарат, состоявший из офицеров флота.

### В современной России
- В России 25 января отмечается День штурмана ВМФ РФ[11].

## Известные флотские штурманы
- Семён Иванович Челюскин (1700—1764) — штурман экспедиции Прончищева, первооткрыватель самой северной точки Евразии.
- Фёдор Розмыслов (ум. 1774) — исследователь Заполярья, в том числе Новой Земли.
- Андрей Ипполитович Вилькицкий (1858—1913) — гидрограф-геодезист, начальник Главного гидрографического управления.
- Валериан Иванович Альбанов (1882—1919) — один из двух выживших участников экспедиции Брусилова.